# Mónica Camaño
Mónica Camaño Fandiño (nacida en Cangas de Morrazo en 1971) es una actriz española. Bastante conocida por su papel de Olaia Mosteiro en Matalobos (2009-2013).

## Trayectoria
Comenzó su carrera de actriz en el grupo de mimo Ancoradouro, que la llevó al aula de Teatro de la Universidad de Santiago de Compostela alternando montajes y cursos de arte dramática, al tiempo que se licenció en Filología Gallego-Portuguesa.
Desde entonces participó en el Centro Dramático Gallego, Teatro do Aquí, Teatro Bruto, Teatro de Ningures o Teatro do Morcego, estando a las órdenes de directores como Roberto Vidal Bolaño, Xan Cejudo o Celso Parada. Desde el año 2008 forma parte del proyecto Teatro Nu.

## Premios y reconocimientos
- Nombrada al Premio María Casares a la mejor actriz secundaria en 2001 por A burla do Galo.
- Nombrada al Premio Maria Casares a la mejor actriz secundaria en 2002 por Rosalía.
- Nombrada al Premio Maria Casares a la mejor actriz secundaria en 2007 por el espectáculo Misericordia.
- Ganadora del Premio Maria Casares a la mejor actriz secundaria en 2008 por el espectáculo Emigrados.
- Nombrada al Premios María Casares a la mejor actriz principal en 2001 por A señorita Xulia.
- Nombrada al Premio Maria Casares a la mejor actriz principal en 2010 por Kvetch.

## Filmografía
- Galicia Exprés (2000)
- Terra de Miranda (2001)
- O lapis do carpinteiro (2002)
- Sincopado (2003)
- As leis de Celavella (2003)
- Santa Liberdade (2004)
- Cuarto sen ascensor (2004)
- Pataghorobí (2005)
- Máis ca irmáns (2005)
- Maridos e mulleres (2005)
- A biblioteca da iguana (2005)
- Hai que botalos (2005)
- A vida por diante (2006)
- O Bosque de Levas (2006)
- Coralia e Maruxa. As irmás Fandiño (2007)
- Liste, pronunciado Líster (2007)
- Efectos secundarios (2007)
- O club da calceta (2008)
- Matalobos como la fiscal Olaia Salgado (2009-2013)
- A cicatriz branca (2012)